# SN 2007mg
SN 2007mg – supernowa typu Ia odkryta 8 października 2007 roku w galaktyce A030633+0047. W momencie odkrycia miała maksymalną jasność 21,10m.